# 粗糙真蹄螺
粗糙真蹄螺（学名：Euchelus scaber）是真蹄螺屬之下的一個物種。舊屬钟螺科，今屬古腹足總目陀螺目唇齿螺科科。

## 分佈
主要分布于中国大陆，見於福建省崇武、广东省上川岛外海及海南省。常栖息在潮下带。